# Ciferal GLS Bus
O Ciferal GLS Bus foi um modelo de carroceria de ônibus fabricado pela Ciferal entre 1991 e 1998. 

## História
A primeira unidade fabricada, encarroçada sobre o chassi Volvo B58E articulado, entrou em circulação em dezembro de 1991 como veículo de testes na Real Auto Ônibus.
Desenvolvido como um modelo pesado, inicialmente era encarroçado apenas com motorização central ou traseira. Em 1992, a CTC-RJ (Companhia de Transporte Coletivos do Estado do Rio de Janeiro) recebeu 40 unidades do modelo encarroçados sobre o chassi Volvo B58E articulado. Esses veículos ainda não possuíam o nome comercial GLS Bus, sendo chamados popularmente Megabus ou minhocão.
A Ciferal iniciou a produção do GLS Bus encarroçado em chassis com motorização dianteira em 1993, sendo o primeiro veículo apresentado em janeiro de 1994. O primeiro lote do GLS Bus foi comercializado para a operadora Masterbus (hoje extinta) da cidade de São Paulo. Com a descontinuação da produção do modelo Padron Rio em 1994, tornou-se o principal modelo fabricado pela Ciferal. Ambas as carrocerias foram lançadas juntas.
Fabricado com o uso de estruturas tubulares, como o modelo Padron Rio, o GLS Bus destacava-se pelo arrojado design do bico aerodinâmico de sua frente e pelos para-brisas curvos, que reduziam a resistência do ar e o consumo de combustível. Essa característica rendeu ao modelo diversos apelidos, como bicudo, no Rio de Janeiro, e Gordão, no Espírito Santo.
Entretanto, o bico aerodinâmico gerava reclamações de motoristas e empresários do setor de transporte coletivo, devido aos acidentes que ocorriam e pelo alto custo de reparo do seu para-brisa. O modelo sofreu três reestilizações, em 1995, 1996 e 1997, com pequenas alterações no bico aerodinâmico e seus elementos.
Com o lançamento do modelo Padron Cidade I em outubro de 1997, o GLS Bus foi fabricado até 1998. Suas últimas unidades fabricadas saíram em março de 1998, quando o modelo foi descontinuado.
Possuiu uma versão articulada chamada Ciferal Megabus, a diferença entre os dois modelos era apenas o vidro frontal e o vidro traseiro. O modelo Padron Cidade I herdou muitas características do GLS Bus, como sua  estrutura interna e externa e layout das lanternas traseiras retangulares.